# Masanosuke Fukuda
Masanosuke Fukuda (jap. 福田雅之助 Fukuda Masanosuke; ur. 4 maja 1897 w Shinjuku, zm. 22 grudnia 1974) – japoński tenisista, reprezentant w Pucharze Davisa, olimpijczyk.
Fukuda interesował się sportem od dzieciństwa. Początkowo uprawiał baseball. W 13. roku życia rozpoczął treningi w japońskiej odmianie tenisa, granej miękkimi piłkami, aby już jako 24-latek spróbować swoich sił w klasycznym tenisie (1921). Rok później zwyciężył w mistrzostwach Japonii, pokonując w IV rundzie 6:3, 7:5, 2:6, 4:6, 6:1 Takeichi Haradę (broniącego barw Uniwersytetu Keio), a w finale rozstawionego z "trójką" Yoshiro Otę 6:2, 7:5, 7:5.
Obaj wymienieni wyżej tenisiści byli później znanymi reprezentantami Japonii w Pucharze Davisa. Zaszczyt ten wkrótce spotkał również Masanosuke Fukudę. Występował on w zespole narodowym w dwóch sezonach. W 1923 przyczynił się do awansu Japonii do finału strefy amerykańskiej, pokonując w spotkaniu półfinałowym Kanadyjczyków Leroya Renniego oraz Willarda Crockera (oba mecze bez straty seta), natomiast w finale strefowym przegrał dwa pojedynki z Australijczykami – Johnem Hawkesem i Jamesem Andersonem. Dwa lata później podstawowymi reprezentantami Japonii w singlu byli Harada oraz Zenzō Shimizu i jego właśnie Fukuda zastąpił w jednym z pojedynków finału strefowego, ponownie przeciw Australii; również tym razem zszedł z kortu pokonany przez Hawkesa. Tym samym bilans jego występów w Pucharze Davisa zamknął się dwoma zwycięstwami i trzema porażkami, wszystkie mecze rozegrał jako singlista.
Fukuda zaliczył również start olimpijski – na igrzyskach w Paryżu w 1924, po których tenis na kilkadziesiąt lat wypadł z rodziny sportów olimpijskich. Fukudzie nie udało się powtórzyć sukcesów rodaków z poprzednich igrzysk (Ichiya Kumagae zdobył srebrny medal w grze pojedynczej oraz w grze podwójnej w parze z Sei'ichirō Kashio), ale zdołał osiągnąć IV rundę (1/8 finału) w singlu; po wolnym losie w I rundzie pokonał Brytyjczyka Patricka Wheatleya 6:2, 6:4, 6:3, a następnie zwyciężył znanego Holendra Hendrika Timmera 8:6, 6:4, 5:7, 6:4. W IV rundzie Japończyka wyeliminował późniejszy wicemistrz olimpijski Henri Cochet (2:6, 1:6, 3:6). W grze podwójnej Fukudzie partnerował A. Honda, japońska para pokonała w I rundzie Holendrów Timmera i Christiana Van Lennepa (6:4, 1:6, 6:3, 1:6, 6:2), aby odpaść z Hiszpanami Eduardo Flaquerem i Raimundo Saprisą (2:6, 3:6, 3:6).
Starty Masanosuke Fukudy w najważniejszych turniejach międzynarodowych, wkrótce nazwanych wielkoszlemowymi, przypadły na lata 1924-1925. Japończyk miał wprawdzie wystąpić już na mistrzostwach USA w 1923, ale wycofał się z turnieju na wiadomość o wielkim trzęsieniu ziemi w regionie Kantō (1 września 1923). Na Wimbledonie w 1924 Fukuda doszedł do III rundy, eliminując Australijczyka D. Browne i brytyjskiego weterana Theodore Mavrogordato, a odpadając z reprezentantem Indii Sydneyem Jacobem. Również do III rundy doszedł w tymże roku na mistrzostwach USA (w I rundzie otrzymał walkower od rodaka Shimizu, odpadł z Amerykaninem D. Matheyem). Rok później pożegnał się z tym turniejem już w I rundzie, ulegając w czterech setach Howardowi Kinseyowi.
Masanosuke Fukuda jest uważany za pioniera w kilku dziedzinach japońskiego tenisa. Jako pierwszy rozpowszechnił w tym kraju tzw. uchwyt wschodni rakiety. Był też jednym z pierwszych autorów książek o tematyce tenisowej, w tym autobiograficznych (m.in. Tennis: The Only One Ball; doczekał się również biografii The Roots of Tennis in Japan: A Biographical Study of Masanosuke Fukuda autorstwa Kuniko Okady, 2002). Kilka jego myśli na temat tenisa przeszło do historii, w wolnym tłumaczeniu m.in. "Wyobraź sobie, że to ta jedyna piłka – powinieneś w jej zagranie włożyć całe serce. Staraj się doprowadzić do perfekcji swoje silne zagrania, a przez to także budować siłę mentalną. W swoich popisowych zagraniach powinieneś przekazać całą swoją osobę".
Żoną Fukudy była Fumiko Tamura, również znana tenisistka. W 1959 Fukuda pełnił funkcję kapitana zespołu japońskiego w Pucharze Davisa, kierowana przez niego drużyna (m.in. z Kosei Kamo i Atsushim Miyagi w składzie) pokonała Sri Lankę, a uległa Indiom.